# Iglesia de Fana

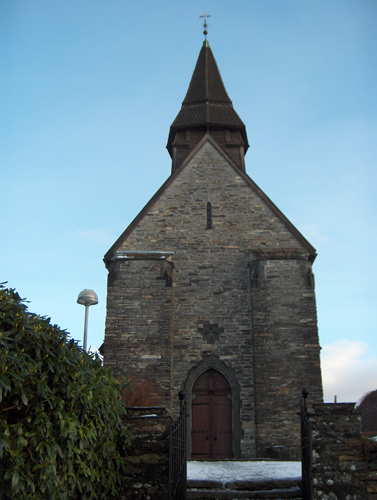
Frente de la iglesia de Fana, en Bergen.

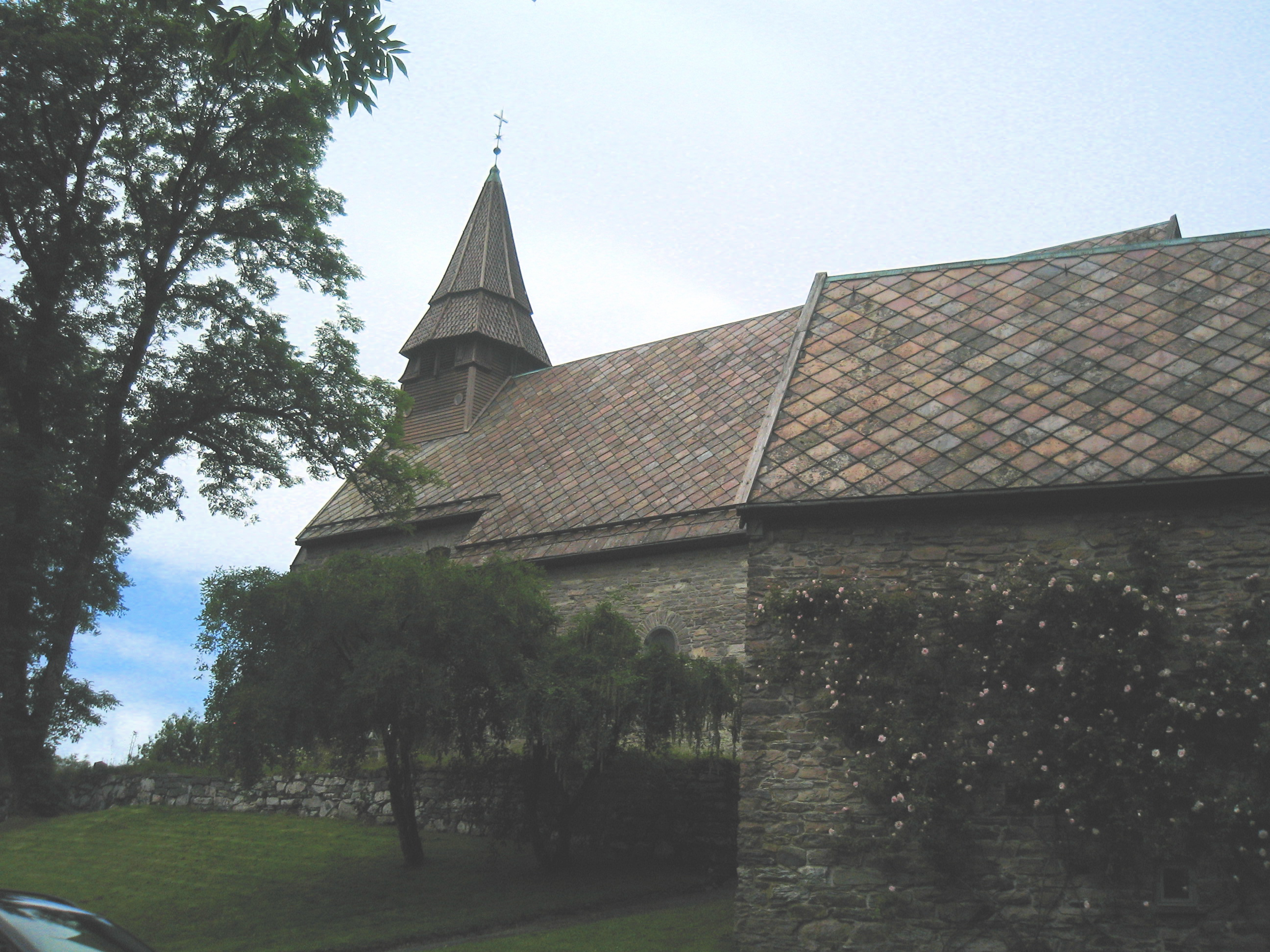
La iglesia, vista desde el sureste.

La iglesia de Fana es una iglesia medieval de piedra localizada en el barrio del mismo nombre, en la ciudad de Bergen, Noruega.
Se estima la fecha de inicio de su construcción a mediados o finales del siglo XII. La primera vez que se menciona en una fuente escrita es en 1228, en una carta del papa Gregorio IX. Algunos historiadores opinan que fue construida en etapas e intervenida y expandida en varias ocasiones.
La iglesia tiene espacio para 400 asientos. La nave y la torre occidental son esencialmente románicas, mientras el coro, más reciente, muestra características góticas. La torre occidental, de proporciones masivas, tras un incendio en 1644 fue demolida parcialmente y modificada como un vestíbulo cuyo techo se continúa con el de la nave. Sobre la torre se halla una pequeña linterna de madera, que es el campanario de la iglesia. Dos de las campanas son medievales, mientras que las otras dos son de la década de 1970.
Fue restaurada en 1871 y en 1928. Actualmente se encuentra en malas condiciones, de modo que se ha colocado una especie de túnel para evitar que piedras del techo caigan sobre los visitantes.
De su inventario la pila bautismal y el crucifijo del arco del triunfo son medievales. El retablo, una obra pictórica que representa a Jesús en actitud de oración, es del artista Anders Askevold, de 1871. Los vitrales son obras del siglo XVII.
En la Edad Media existió una cruz de plata sobre el altar de la iglesia de Fana. Según una vieja leyenda, esta cruz fue encontrada en un fiordo cercano por dos pescadores, que la llevaron a la iglesia. Uno de los pescadores era ciego, pero al tocar la cruz pudo ver. La leyenda de la cruz de plata atrajo peregrinos a la iglesia, hasta que, tras la reforma protestante, fue retirada del altar. Se desconoce su destino. En la carta de Gregorio IX la iglesia de Fana es llamada iglesia de la Santa Cruz.